# اتحاد زيليمادجو
اتحاد زيليمادجو الرياضي (بالفرنسية: L'Union sportive de Zilimadjou)‏ والمختصر بشكل شائع إلى USZ، هو نادي كرة قدم من جزر القمر تأسس عام 1983 ومقره في زيليمادجو، المنطقة الجنوبية من موروني، عاصمة البلاد.
برئاسة ميشيل بوسكيل (الرئيس الفخري أيضًا) والسيد مْحُوسِن (المدير الفني)، يلعب الفريق في ملعب باومر في موروني ويتدرب في مركز التدريب الخاص به، ملعب بوسيل.

## تاريخ
- 20 أكتوبر 1983 : اندماج كينغا سبور وكوسموس ستارز لتشكيل اتحاد زيليمادجو.

## الألقاب
| المسابقات الوطنية | المسابقات الإقليمية                                                                           | منافسات ودية                                                                         |
| --- | --------------------------------------------------------------------------------------------- | ------------------------------------------------------------------------------------ |
| - دوري جزر القمر الممتاز ( 5 ) : - بطل : 1992-93، 1997-1998، 2020، 2020-21 و2023-24. - كأس جزر القمر ( 3 ) : - الفائز : 1994-95، 1997-1998 و2020. - الوصيف : 1992 و1995-1996. - دوري جزر القمر الدرجة الثانية ( 1 ) : - بطل : 2012-13. | - بطولة القمر الكبرى لكرة القدم : - بطل : 2020 و2021 و2024. - الوصيف : 2017 و2019 و2021-22. . | - دورة بين البطولات ( 1 ) : - الفائز : 2001. - كأس واندزاني ( 1 ) : - الفائز : 2001. |